# Boissy-Lamberville
Boissy-Lamberville es una localidad y comuna francesa situada en la región de Normandía, departamento de Eure, en el distrito de Bernay y cantón de Thiberville.

## Demografía
| 267 | 254 | 235 | 245 | 281 | 276 |
| Para los censos de 1962 a 1999 la población legal corresponde a la población sin duplicidades (Fuente: INSEE [Consultar]) |     |     |     |     |     |

## Lugares de interés
Castillo de Lamberville e iglesia románica de Notre-Dame.